# 米爾福德克羅斯羅茲 (特拉華州)
米爾福德克羅斯羅茲（英語：Milford Crossroads）是位於美國特拉華州紐卡斯爾縣的一個非建制地區。該地的面積和人口皆未知。

## 地理
米爾福德克羅斯羅茲的座標為39°42′56″N 75°44′27″W / 39.71556°N 75.74083°W，而該地的平均海拔高度為96米（即315英尺）。